# Club Deportivo y Social Santa Rita
El Club Deportivo Santa Rita es un equipo de fútbol profesional de Vinces, Ecuador. Fue fundado el 19 de octubre de 1963, Actualmente juega en la Segunda Categoría de Ecuador.
Está afiliado a la Asociación de Fútbol Profesional de Los Ríos.

## Historia
Ese es Santa Rita el equipo con más historia del fútbol de Vinces "Paris Chiquito" dentro del fútbol ecuatoriano, el que con triunfo de hazañas locales, regionales y nacionales se ha ganado el cariño de miles de aficionados vinceños, el equipo del pueblo y el ídolo de la afición. Hoy, Los Tiburones Fluminenses conforman la mayor hinchada de Los Ríos dentro de ellos está La Barra Santa esta es la barra que domingo tras domingo se emociona y canta junto a su equipo mostrando el sentir futbolístico. La historia dice que allá en 1963 en el corazón de la popular hacienda Santa Rita situada en las afueras de Vinces varios jóvenes, bananeros y cacaoteros de la misma hacienda y un grupo de ciudadanos vinceños de los rincones de Vinces fundaron el Club Deportivo y Social Santa Rita, que fue fundado un 19 de octubre de 1963.
32 años después, el Santa Rita logra su primer ascenso a la Serie B al ganar el subtítulo de Segunda Categoría por primera vez en su historia en 1995 efectivamente en esta vez, se hizo la notable distinción de hacer en calidad de subcampeón de esta categoría, junto al campeón de la misma categoría fue Imbabura Sporting Club este logro fue ampliamente festejado en todo el país y dio origen a la simpatía por el equipo vinceño en una inseparable estupenda campaña alucinante con pasos firmes, ñeque, alma, vida, garra y corazón.
Ganaron en forma invicta al quedar campeón del torneo provincial de segunda categoría de Los Ríos organizado por la Asociación de Fútbol Profesional de Los Ríos de manera invicta; luego en el zonal superaron a Ferroviarios de Durán y Filancard ambos del Guayas y al cuadro de La Cuarenta de Ventanas; después en la siguiente fase superó a 5 de Julio de Manabí; y luego en el triangular final se enfrentaron a las escuadras del Imbabura Sporting Club de Ibarra y Audaz Octubrino de Machala al final quedó subcampeón de Segunda Categoría de ese mismo año y ascendió por primera vez a la Serie B. Sin embargo, El 16 de diciembre de 1995, en el último partido del triangular final, el equipo el equipo de Paris Chiquito logró ganarse ante el novel Imbabura S. C. (Campeón de Segunda Categoría de 1995 y recién ascendido a la Serie B de 1996) por 3-1 disputado en el Estadio Municipal 14 de Junio de Vinces ascendiendo a la Serie B por primera vez en su historia en la última fecha.
Tras su descenso en el 2005 el conjunto de Paris Chiquito fue suspendido en el 2006 por un lapso de 5 años por una deuda mantenida con la Asociación de Fútbol No Aficionado de Los Ríos (AFNALR), hasta que en el 2011 volvería a jugarse en los torneos provinciales de Los Ríos, destacándose en cada una de los campeonatos provinciales y zonales de ascenso, ganando los provinciales de los años 2013, 2014 y 2016.
En el 2016 donde el ídolo de la afición creó una gran expectativa, peleó el título y escapó el título al ratificar su condición de subcampeonato por segunda vez en su historia. Sin embargo, el equipo de Paris Chiquito logró su segundo ascenso a la Serie B, luego de 11 años de haber abandonado la categoría. El 11 de diciembre de 2016, en el penúltimo partido del cuadrangular final, el equipo de Vinces logró imponerse al histórico Guayaquil Sport (el Decano del fútbol ecuatoriano y el primer club del fútbol del Ecuador) por 3-2 en el Estadio El Sol de Vinces, ascendiendo a la Serie B por segunda vez en 21 años.
El domingo 8 de noviembre de 2020 pierde 2-1 ante 9 de Octubre en el estadio Alejandro Ponce Noboa de Fertisa y se confirma el paso a la Segunda Categoría del fútbol ecuatoriano por segunda ocasión tras 15 años.

## Clásicos
Clásico Riosense
Se denomina clásico riosense al partido jugado entre el Santa Rita y el Deportivo Quevedo, ambos son los 2  equipos en la provincia de Los Ríos que han jugado en primera categoría  del fútbol ecuatoriano, en este  duelo se enfrentan los  equipos  más populares  de la provincia de Los Ríos, el mismo que está marcado por múltiples polémicas en sus historial,tanto por enfrentamiento de barras bravas como a nivel de malos arbitrajes.
Clásico de París Chiquito
Lo disputan el Santa Rita frente a Fiorentina denominado el Clásico Vinceño, se ha jugado muy pocas veces el historial favorece a Santa Rita.
Clásico Bravo
Lo juegan Santa Rita ante Liga de Portoviejo, los partidos entre estos 2 se podría decir que luego del Clásico del Astillero (Barcelona vs. Emelec) y del Clásico Manabita (Liga de Portoviejo vs. Delfín), este encuentro es uno de los más esperados por los hinchas de ambos cuadros a nivel de la costa ecuatoriana, han jugado innumerables veces tanto en la Serie B como en la Segunda Categoría. Esta rivalidad se intensificado últimamente por la eliminación de Liga de Portoviejo, que lo clasificó a los play off, pero el equipo manabita va volver a jugar contra Orense a quien le había sancionado.

## Presidentes
- (2001-2002) - Fanensis Terán
- (2003-2005) - Abel Andrade
- (2011-2013) - Lautauro Sáenz
- (2013-2016) - José Mendoza Nivela
- (2016-2024) - Ney Mendoza Ochoa
- (2025- ) - Carlos Terán

## Estadio
El Estadio Municipal 14 de Junio, es un estadio de fútbol de Ecuador. Está ubicado en la 10 de Agosto entre Weinza y 9 de Octubre de la ciudad de Vinces, provincia de Los Ríos. Su capacidad es para 3.000 espectadores.

## Uniforme

### Evolución del uniforme titular
| 2016 | 2017 | 2018 | 2019 | 2020-I | 2020-II | 2022 | 2023 |

### Evolución del segundo uniforme
| 2016 | 2017 | 2018 | 2019 | 2020-I | 2020-II | 2022 | 2023 |

## Jugadores

### Plantilla 2021
- Última actualización: 19 de diciembre de 2020.

- = Capitán. Mario (coco) Quintana
- = Lesionado.
- Tarjeta amarilla de ser suspendido por acumulación
- Suspendido la próxima fecha

### Altas y bajas Segunda Categoría 2021
- Última actualización: 19 de diciembre de 2020.

| Altas        |          |              |      |
| Jugador      | Posición | Procedencia  | Tipo |
| Bandera de ? | Defensa  | Bandera de ? | .    |

| Bajas          |           |           |                  |
| Jugador        | Posición  | Destino   | Tipo             |
| Cristian Cangá | Delantero | Cienciano | Fin de contrato. |

## Datos del club
- Temporadas en Serie B: 14 (1996-2005, 2017-2020)
- Temporadas en Segunda Categoría: 30 (1977-1995, 2011-2016, 2021-presente)
- Mejor puesto en la liga: 3.° (Serie B 2017)
- Peor puesto en la liga: 10.° (Serie B 2005 y Serie B 2020)
- Mayor goleada a favor en torneos nacionales:
  - 5 - 2 contra Tungurahua (2005).
- Mayor goleada en contra en torneos nacionales:
  - 7 - 1 contra Panamá (1999).
- Máximo goleador histórico:
- Máximo goleador en torneos nacionales:
- Primer partido en torneos nacionales:
  - Liga de Loja 2 - 0 Santa Rita (1996).

## Palmarés

### Torneos nacionales
| Competición                        | Títulos | Subcampeonatos |
| ---------------------------------- | ------- | -------------- |
| Segunda Categoría de Ecuador (0/2) |         | 1995, 2016.    |

### Torneos provinciales
| Competición                         | Títulos                                                                       | Subcampeonatos    |
| ----------------------------------- | ----------------------------------------------------------------------------- | ----------------- |
| Segunda Categoría de Los Ríos (8/3) | 1986, 1987, 1988, 1989, 1995 (Invicto), 2013, 2014, 2016. (Récord compartido) | 1984, 1993, 2012. |